# 663
Évszázadok: 6. század – 7. század – 8. század
Évtizedek: 610-es évek – 620-as évek – 630-as évek – 640-es évek – 650-es évek – 660-as évek – 670-es évek – 680-as évek – 690-es évek – 700-as évek – 720-as évek
Évek: 658 – 659 – 660 – 661 –  662 – 663 – 664 – 665 – 666 – 667 – 668

## Események

### Európa
- II. Kónsztasz bizánci császár folytatja útját új székhelye, a szicíliai Siracusa felé. Athénból indulva partra száll a dél-itáliai Tarantónál és megtámadja az északon a betörő frankokkal lefoglalt longobárdokat. Elfoglalja Lucerát és ostrom alá veszi Beneventót, utóbbit azonban Romuald herceg (Grimoald király fia) makacsul védi. Kónsztasz a longobárd fősereg érkezésétől tartva visszavonul Nápoly felé, Romuald pedig Forinónál megsemmisíti az utóvédjét.
- Kónsztasz megérkezik Rómába (kétszáz éve ő az első császár, aki itt jár) és 12 napot a városban tölt. Vitalianus pápa ünnepélyesen fogadja, a császár azonban parancsot ad, hogy a templomok bronzdíszeit (köztük a Pantheonét) szedjék le és küldjék Konstantinápolyba.

### Omajjád Kalifátus
- I. Muávija kalifa perzsákat telepít a földközi-tengeri kikötővárosokba, Akkóba és Türoszba; Antiokheiában pedig elit perzsa csapatokat állomásoztat. Ugyanebben az évben betör a Bizánci Birodalomba és legyőzi az ellene küldött sereget.

### Távol Kelet
- A kínai fővárosban, Csanganban elkészül a Taming palota, amely ezentúl a császári család lakhelyéül szolgál.
- Koreában a pekgangi csatában a kínai-sillai flotta legyőzi a létszámfölényben lévő japán-pekcsei hajóhadat. A japánok kénytelenek hazatérni, a sillai megszállás ellen küzdő pekcseiek ellenállása pedig összeomlik.
- A Tibeti Birodalom megtámadja és megszállja Tujühun államot, amelynek kánja, Muzsung Nuohepo híveivel együtt Kínába menekül. Kao-cung császár Szu Ting-fang hadvezért küldi a tibetiek ellen, akinek azonban nem sikerül eredményt elérnie.
- Japánban En no Odzunu szerzetes először mássza meg a Fudzsijamát.

## Születések
- Naszr ibn Szajjár, horászáni omajjád kormányzó

## Halálozások
- Ago, friuli herceg
- Cunibert, kölni püspök

## Fordítás
- Ez a szócikk részben vagy egészben  a(z)   663 című angol Wikipédia-szócikk ezen változatának fordításán alapul.  Az eredeti cikk szerkesztőit annak laptörténete sorolja fel. Ez a jelzés csupán a megfogalmazás eredetét és a szerzői jogokat jelzi, nem szolgál a cikkben szereplő információk forrásmegjelöléseként.